# Хрещення Русі (монета)
«Хре́щення Русі́» — пам'ятна монета Національного банку України, присвячена Хрещенню Київської Русі.
Монету введено в обіг 16 жовтня 2000 року. Вона належить до серії «2000-ліття Різдва Христового».

## Опис монети та характеристики
| Номінал грн. | Метал      | Маса, г | Діаметр, мм | Якість виготовлення | Гурт     | Тираж, штук |
| ------------ | ---------- | ------- | ----------- | ------------------- | -------- | ----------- |
| 5            | нейзильбер | 16,54   | 35,0        | звичайна            | рифлений | 100 000     |

### Аверс
На аверсі монети між двома постатями ангелів розміщено зображення малого Державного герба України і написи: «УКРАЇНА» та «5 ГРИВЕНЬ», «2000», та логотип Монетного двору Національного банку України.

### Реверс
На реверсі монети на передньому плані розміщено хрестоподібну композицію із зображенням князя Володимира-Хрестителя на тлі сцени хрещення киян і стилізований напис: «ХРЕЩЕННЯ РУСІ».

## Автори

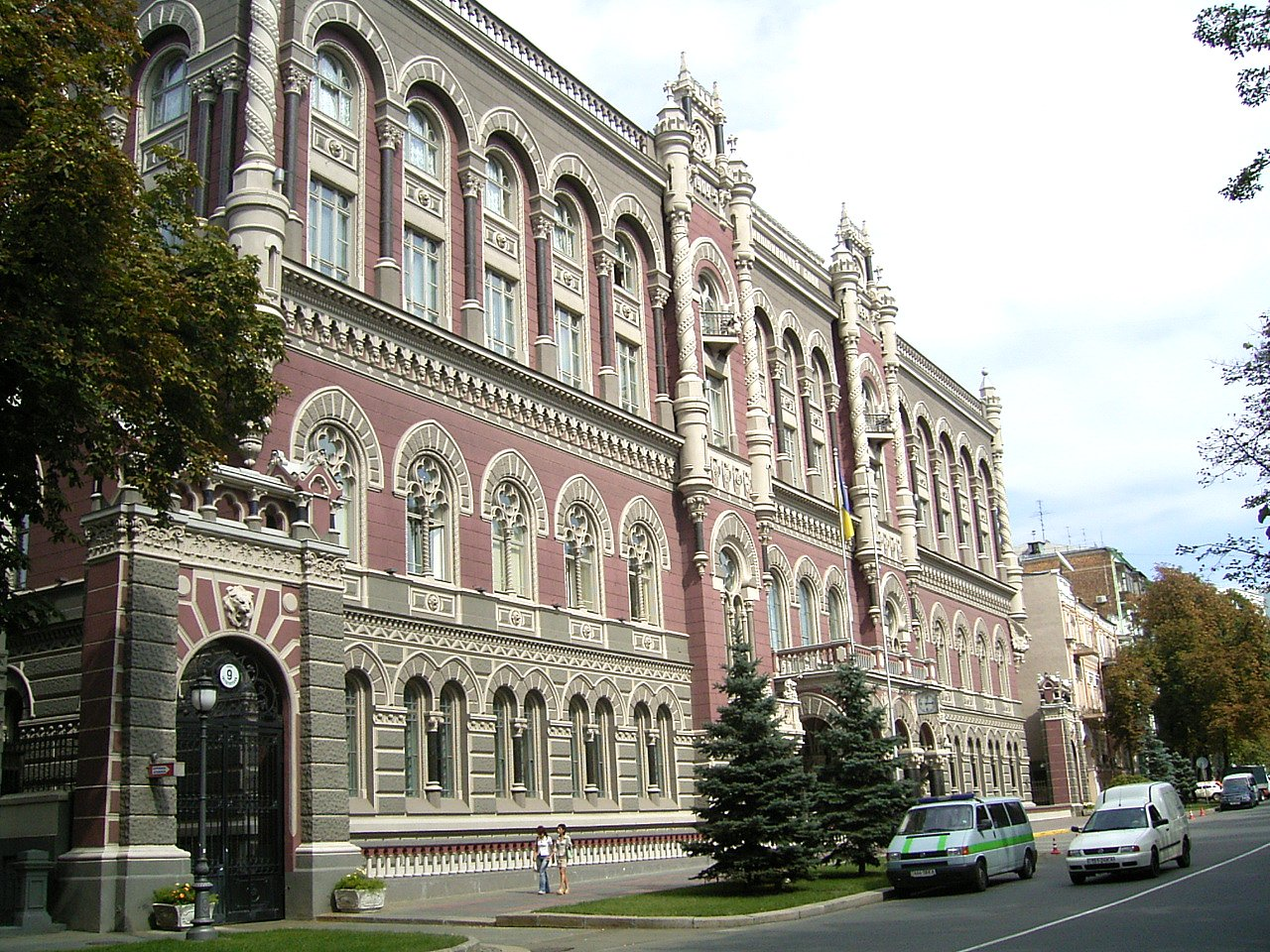
Будівля Національного банку України

- Художник — Чайковський Роман.
- Скульптор — Чайковський Роман.

## Вартість монети
Ціну монети — 5 гривень встановив Національний банк України у період реалізації монети через його філії в 2000 році.
Фактична приблизна вартість монети, з роками змінювалася так:
| Рік        | 2010 | 2011 | 2012 | 2013 | 2014 | 2015 | 2016 | 2017 | 2018 | 2019 | 2020 | 2021 | 2022 | 2023 | 2024 | 2025 |
| ---------- | ---- | ---- | ---- | ---- | ---- | ---- | ---- | ---- | ---- | ---- | ---- | ---- | ---- | ---- | ---- | ---- |
| Ціна, грн. | 60   | 70   | 80   | 80   | 92   | 180  | 130  | 150  | 170  | 155  | 160  | 150  | 170  | 280  | 340  | 330  |